# Perugia Calcio 2007-2008
Questa voce raccoglie le informazioni riguardanti il Perugia Calcio nelle competizioni ufficiali della stagione 2007-2008.

## Stagione
Il 18 giugno 2007 Pierangelo Silvestrini, fratello maggiore del dimissionario Vincenzo, diventa presidente della società; nello stesso giorno viene ingaggiato come nuovo allenatore Antonello Cuccureddu.
Sul versante agonistico, se nella Coppa Italia di Serie C gli umbri escono presto di scena nella fase a gironi, in campionato la squadra perugina ha una buona partenza infilando una serie positiva di nove partite, ma alla dodicesima giornata una caduta sul campo dell'Ancona segna l'inizio di un'involuzione caratterizzata da quattro sconfitte interne consecutive; ciò causa l'uscita dalla zona play-off e un temporaneo esonero di Cuccureddu, sostituito per un breve periodo dall'ex capitano di fine anni 1990, Salvatore Matrecano (con lui in panchina matura la quinta sconfitta interna di fila), e poi richiamato dopo le dimissioni del presidente Silvestrini, cui succede Enzo Di Marzo.
Frattanto i grifoni si riprendono e inanellano buoni risultati (nonostante un'ulteriore sconfitta interna) che li portano, proprio all'ultima giornata, ad agguantare il quinto posto della graduatoria, l'ultimo utile alla disputa dei play-off: nell'occasione il Perugia ha partita vinta a tavolino contro il Martina, non presentatosi in campo, affiancando così a pari punti Arezzo e Pescara su cui ha la meglio, in ottica promozione, grazie alla classifica avulsa. Nella semifinale play-off, che li vede contrapposti agli anconitani secondi nel girone, gli umbri non riescono tuttavia a far fruttare il 3-1 maturato nell'andata al Curi, e con la sconfitta 2-0 patita nella gara di ritorno al Del Conero lasciano strada ai marchigiani, qualificati alla finale in virtù del migliore piazzamento conseguito nella stagione regolare.
Con la promozione sfumata, al termine dell'annata la famiglia Silvestrini decide di lasciare la proprietà del club che viene quindi rilevato dall'imprenditore perugino Leonardo Covarelli, reduce da un triennio alla testa del Pisa.

## Risultati

### Serie C1

#### Girone di andata
| 26 agosto 2007 1ª giornata | Perugia | 2 – 1 | Taranto |  |

| 3 settembre 2007 2ª giornata | Lanciano | 1 – 0 | Perugia |  |

| 9 settembre 2007 3ª giornata | Perugia | 2 – 1 | Crotone |  |

| 16 settembre 2007 4ª giornata | Sorrento | 0 – 0 | Perugia |  |

| 24 settembre 2007 5ª giornata | Perugia | 1 – 1 | Arezzo |  |

| 30 settembre 2007 6ª giornata | Pistoiese | 1 – 1 | Perugia |  |

| 8 ottobre 2007 7ª giornata | Perugia | 2 – 1 | Massese |  |

| 14 ottobre 2007 8ª giornata | Sambenedettese | 0 – 1 | Perugia |  |

| 21 ottobre 2007 9ª giornata | Pescara | 1 – 2 | Perugia |  |

| 29 ottobre 2007 10ª giornata | Perugia | 1 – 1 | Salernitana |  |

| 1 novembre 2007 11ª giornata | Perugia | 2 – 0 | Gallipoli |  |

| 5 novembre 2007 12ª giornata | Ancona | 2 – 0 | Perugia |  |

| 12 novembre 2007 13ª giornata | Perugia | 0 – 0 | Lucchese |  |

| 18 novembre 2007 14ª giornata | Sangiovannese | 1 – 2 | Perugia |  |

| 25 novembre 2007 15ª giornata | Perugia | 0 – 1 | Juve Stabia |  |

| 3 dicembre 2007 16ª giornata | Potenza | 1 – 3 | Perugia |  |

| 9 dicembre 2007 17ª giornata | Perugia | 0 – 1 | Martina |  |

#### Girone di ritorno
| 16 dicembre 2007 18ª giornata | Taranto | 2 – 0 | Perugia |  |

| 23 dicembre 2007 19ª giornata | Perugia | 0 – 3 | Lanciano |  |

| 14 gennaio 2008 20ª giornata | Crotone | 1 – 1 | Perugia |  |

| 21 gennaio 2008 21ª giornata | Perugia | 0 – 1 | Sorrento |  |

| 3 febbraio 2008 22ª giornata | Arezzo | 1 – 0 | Perugia |  |

| 10 febbraio 2008 23ª giornata | Perugia | 0 – 2 | Pistoiese |  |

| 17 febbraio 2008 24ª giornata | Massese | 1 – 2 | Perugia |  |

| 24 febbraio 2008 25ª giornata | Perugia | 1 – 0 | Sambenedettese |  |

| 10 marzo 2008 26ª giornata | Perugia | 2 – 1 | Pescara |  |

| 16 marzo 2008 27ª giornata | Salernitana | 2 – 2 | Perugia |  |

| 22 marzo 2008 28ª giornata | Gallipoli | 3 – 0 | Perugia |  |

| 31 marzo 2008 29ª giornata | Perugia | 2 – 1 | Ancona |  |

| 6 aprile 2008 30ª giornata | Lucchese | 1 – 1 | Perugia |  |

| 13 aprile 2008 31ª giornata | Perugia | 1 – 0 | Sangiovannese |  |

| 20 aprile 2008 32ª giornata | Juve Stabia | 0 – 1 | Perugia |  |

| 27 aprile 2008 33ª giornata | Perugia | 0 – 1 | Potenza |  |

| 4 maggio 2008 34ª giornata | Martina | 0 – 3 | Perugia |  |

#### Play-off
| 18 maggio 2008 Semifinale - andata | Perugia | 3 – 1 | Ancona |  |

| 25 maggio 2008 Semifinale - ritorno | Ancona | 2 – 0 | Perugia |  |